# هوپلیت

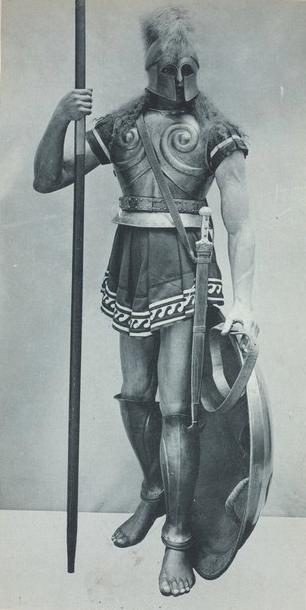
یک سرباز اسپارتایی.

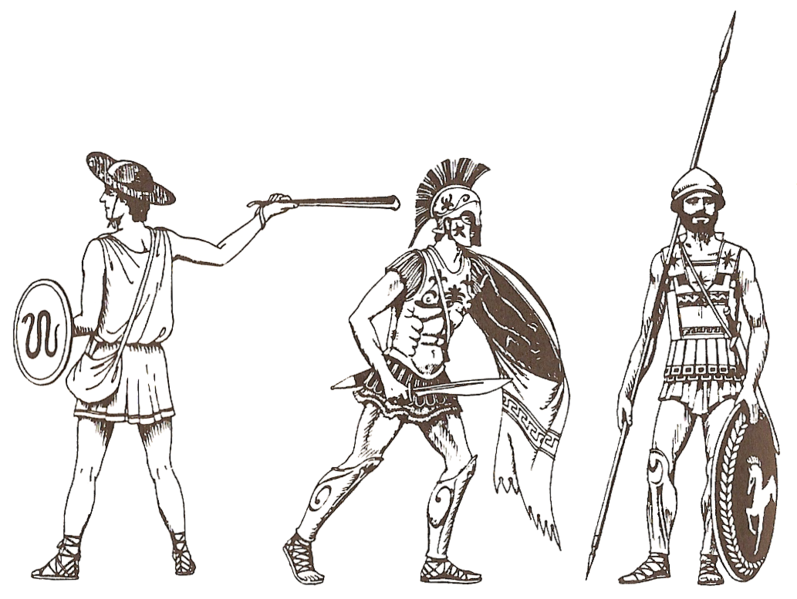
نمونه‌های هوپلیت‌ها

هوپلیت‌ها (یونانی باستان: ὁπλίτης) سربازان پیاده‌ای در یونان باستان بودند که در بیشتر اوقات سال به کشاورزی می‌پرداختند، اما با آغاز جنگ به میدان کارزار می‌رفتند. هوپلیت احتمالاً از واژه‌ی یونانی هوپلون(hoplon) مشتق شده‌است که به معنای سِپَرِ گِرد است. هوپلیت‌ها جنگ‌افزار و آرایش نظامی خاص خود را داشتند و در صف‌هایی به هم پیوسته به میدان گام می‌گذاشتند و با سلاح‌هایی سنتی(عمدتا نیزه یا زوبین) با حریفان‌شان درمی‌آویختند. شواهد تاریخی نشان می‌دهد که الگوی رزمی هوپلیت‌ها منحصر به فرد یا تازه نبوده و در تمام جوامع، کشاورزان ساده‌ای که هنوز به قدر کافی تمایز نیافته‌اند و نقش اجتماعی کشاورزان و سربازان از هم تفکیک نشده، ارتشی با ساختار شبیه به هوپلیت‌ها وجود داشته‌است.